# Bóng bầu dục bảy người tại Thế vận hội Mùa hè 2024
Các giải đấu bóng bầu dục bảy người tại Thế vận hội Mùa hè 2024 ở Paris, Pháp diễn ra từ ngày 24 đến 30 tháng 7 năm 2024 tại sân vận động Stade de France. Hai mươi tư đội tuyển (bao gồm 12 đội tuyển nam và 12 đội tuyển nữ) sẽ cùng nhau tranh tài ở tại các giải đấu tương ứng. Lần đầu tiên, các trận đấu bóng bầu dục bảy người diễn ra sớm hơn hai ngày trước lễ khai mạc Thế vận hội với các trận đấu ở vòng bảng và các trận đấu tứ kết ở vòng tranh huy chương của nội dung nam. Đối với nội dung của nữ, các trận đấu diễn ra từ ngày 28 đến 30 tháng 7.

## Vòng loại

### Danh sách các đội tuyển đã vượt qua vòng loại
| Quốc gia          | Nam | Nữ  | Số vận động viên |
| ----------------- | --- | --- | ---------------- |
| Argentina         | Yes | —   | 12               |
| Úc                | Yes | Yes | 24               |
| Brasil            | —   | Yes | 12               |
| Canada            | —   | Yes | 12               |
| Trung Quốc        | —   | Yes | 12               |
| Fiji              | Yes | Yes | 24               |
| Pháp              | Yes | Yes | 24               |
| Anh Quốc          | —   | Yes | 12               |
| Ireland           | Yes | Yes | 24               |
| Nhật Bản          | Yes | Yes | 24               |
| Kenya             | Yes | —   | 12               |
| New Zealand       | Yes | Yes | 24               |
| Samoa             | Yes | —   | 12               |
| Nam Phi           | Yes | Yes | 24               |
| Hoa Kỳ            | Yes | Yes | 24               |
| Uruguay           | Yes | —   | 12               |
| Tổng cộng: 16 NOC | 12  | 12  | 288              |

### Vòng loại Nam
Bóng bầu dục bảy người tại Thế vận hội Mùa hè 2024 – Vòng loại Nam

### Vòng loại Nữ
Bóng bầu dục bảy người tại Thế vận hội Mùa hè 2024 – Vòng loại Nữ

## Lịch thi đấu
| VB | Vòng bảng | PH | Trận phân hạng | ¼ | Tứ kết | ½ | Bán kết | HCĐ | Trận tranh huy chương đồng | HCV | Trận tranh huy chương vàng |

| Nam | VB | VB | VB | PH | ¼ |  | PH | ½ | PH | HCĐ | HCV |    |    |    |    |   |    |   |    |     |     |
| Nữ  |    |    |    |    |   |  |    |   |    |     |     | VB | VB | VB | PH | ¼ | PH | ½ | PH | HCĐ | HCV |

## Tóm tắt huy chương

### Bảng tổng sắp huy chương
| Hạng               | NOC                | Vàng | Bạc | Đồng | Tổng số |
| ------------------ | ------------------ | ---- | --- | ---- | ------- |
| 1                  | New Zealand        | 1    | 0   | 0    | 1       |
| 1                  | Pháp               | 1    | 0   | 0    | 1       |
| 3                  | Fiji               | 0    | 1   | 0    | 1       |
| 3                  | Canada             | 0    | 1   | 0    | 1       |
| 5                  | Hoa Kỳ             | 0    | 0   | 1    | 1       |
| 5                  | Nam Phi            | 0    | 0   | 1    | 1       |
| Tổng số (6 đơn vị) | Tổng số (6 đơn vị) | 2    | 2   | 2    | 6       |

### Danh sách huy chương
| Nội dung     | Vàng | Bạc | Đồng |
| ------------ | --- | --- | --- |
| Giải đấu Nam | Pháp · Varian Pasquet · Andy Timo · Rayan Rebbadj · Théo Forner · Stephen Parez · Paulin Riva · Jefferson-Lee Joseph · Antoine Zeghdar · Aaron Grandidier Nkanang · Jean-Pascal Barraque · Antoine Dupont · Jordan Sepho · Nelson Epee                                         | Fiji · Joji Nasova · Joseva Talacolo · Jeremia Matana · Sevuloni Mocenacagi · Iosefo Masi · Ponepati Loganimasi · Terio Veilawa · Waisea Nacuqu · Jerry Tuwai · Iowane Teba · Kaminieli Rasaku · Selestino Ravutaumada · Josaia Raisuqe · Filipe Sauturaga | Nam Phi · Christie Grobbelaar · Ryan Oosthuizen · Impi Visser · Zain Davids · Quewin Nortje · Tiaan Pretorius · Tristan Leyds · Selvyn Davids · Shaun Williams · Rosko Specman · Siviwe Soyizwapi · Shilton van Wyk · Ronald Brown |
| Giải đấu Nữ  | New Zealand · Michaela Blyde · Jazmin Felix-Hotham · Sarah Hirini · Tyla King · Jorja Miller · Manaia Nuku · Mahina Paul · Risaleeana Pouri-Lane · Alena Saili · Theresa Setefano · Stacey Waaka · Portia Woodman-Wickliffe · Tysha Ikenasio · Tenika Willison · Kelsey Teneti | Canada · Caroline Crossley · Olivia Apps · Alysha Corrigan · Asia Hogan-Rochester · Chloe Daniels · Charity Williams · Florence Symonds · Carissa Norsten · Krissy Scurfield · Fancy Bermudez · Piper Logan · Keyara Wardley · Taylor Perry                | Hoa Kỳ · Alev Kelter · Lauren Doyle · Kayla Canett · Kristi Kirshe · Ilona Maher · Ariana Ramsey · Naya Tapper · Alena Olsen · Alex Sedrick · Sammy Sullivan · Sarah Levy · Stephanie Rovetti · Kristen Thomas · Nicole Heavirland |

## Giải đấu Nam

### Vòng bảng

#### Bảng A
| VT | Đội         | ST | T | H | B | ĐT | ĐB  | HS   | Đ | Giành quyền tham dự |
| -- | ----------- | -- | - | - | - | -- | --- | ---- | - | ------------------- |
| 1  | New Zealand | 3  | 3 | 0 | 0 | 71 | 29  | +42  | 9 | Tứ kết              |
| 2  | Ireland     | 3  | 2 | 0 | 1 | 62 | 24  | +38  | 7 | Tứ kết              |
| 3  | Nam Phi     | 3  | 1 | 0 | 2 | 59 | 32  | +27  | 5 | Tứ kết              |
| 4  | Nhật Bản    | 3  | 0 | 0 | 3 | 22 | 129 | −107 | 3 |                     |

#### Bảng B
| VT | Đội       | ST | T | H | B | ĐT | ĐB | HS  | Đ | Giành quyền tham dự |
| -- | --------- | -- | - | - | - | -- | -- | --- | - | ------------------- |
| 1  | Úc        | 3  | 3 | 0 | 0 | 64 | 35 | +29 | 9 | Tứ kết              |
| 2  | Argentina | 3  | 2 | 0 | 1 | 73 | 46 | +27 | 7 | Tứ kết              |
| 3  | Samoa     | 3  | 1 | 0 | 2 | 52 | 49 | +3  | 5 |                     |
| 4  | Kenya     | 3  | 0 | 0 | 3 | 19 | 78 | −59 | 3 |                     |

#### Bảng C
| VT | Đội      | ST | T | H | B | ĐT | ĐB | HS  | Đ | Giành quyền tham dự |
| -- | -------- | -- | - | - | - | -- | -- | --- | - | ------------------- |
| 1  | Fiji     | 3  | 3 | 0 | 0 | 97 | 36 | +61 | 9 | Tứ kết              |
| 2  | Pháp (H) | 3  | 1 | 1 | 1 | 43 | 43 | 0   | 6 | Tứ kết              |
| 3  | Hoa Kỳ   | 3  | 1 | 1 | 1 | 57 | 67 | −10 | 6 | Tứ kết              |
| 4  | Uruguay  | 3  | 0 | 0 | 3 | 41 | 92 | −51 | 3 |                     |

### Vòng đấu loại trực tiếp

#### Vòng tranh huy chương
|  | Tứ kết                       | Tứ kết                       |                              |    | Bán kết                    | Bán kết                    |  |  | Trận tranh huy chương vàng | Trận tranh huy chương vàng |
|  |                              |                              |                              |    |                            |                            |  |  |                            |                            |
|  | 25 tháng 7 – Stade de France |                              |                              |    |                            |                            |  |  |                            |                            |
|  |                              |                              |                              |    |                            |                            |  |  |                            |                            |
|  | New Zealand                  | 7                            |                              |    |                            |                            |  |  |                            |                            |
|  | New Zealand                  | 7                            | 27 tháng 7 – Stade de France |    |                            |                            |  |  |                            |                            |
|  | Nam Phi                      | 14                           |                              |    |                            |                            |  |  |                            |                            |
|  | Nam Phi                      | 14                           | Nam Phi                      | 5  |                            |                            |  |  |                            |                            |
|  | 25 tháng 7 – Stade de France |                              | Nam Phi                      | 5  |                            |                            |  |  |                            |                            |
|  |                              | Pháp                         | 19                           |    |                            |                            |  |  |                            |                            |
|  | Argentina                    | Pháp                         | 19                           | 14 |                            |                            |  |  |                            |                            |
|  | Argentina                    |                              | 27 tháng 7 – Stade de France | 14 |                            |                            |  |  |                            |                            |
|  | Pháp                         | 26                           |                              |    |                            |                            |  |  |                            |                            |
|  | Pháp                         | 26                           | Pháp                         | 28 |                            |                            |  |  |                            |                            |
|  | 25 tháng 7 – Stade de France |                              | Pháp                         | 28 |                            |                            |  |  |                            |                            |
|  |                              | Fiji                         | 7                            |    |                            |                            |  |  |                            |                            |
|  | Fiji                         | Fiji                         | 7                            | 19 |                            |                            |  |  |                            |                            |
|  | Fiji                         | 27 tháng 7 – Stade de France |                              | 19 |                            |                            |  |  |                            |                            |
|  | Ireland                      | 15                           |                              |    |                            |                            |  |  |                            |                            |
|  | Ireland                      | 15                           | Fiji                         | 31 |                            |                            |  |  |                            |                            |
|  | 25 tháng 7 – Stade de France |                              | Fiji                         | 31 |                            |                            |  |  |                            |                            |
|  |                              | Úc                           | 7                            |    | Trận tranh huy chương đồng | Trận tranh huy chương đồng |  |  |                            |                            |
|  | Úc                           | Úc                           | 7                            | 18 | Trận tranh huy chương đồng | Trận tranh huy chương đồng |  |  |                            |                            |
|  | Úc                           |                              | 27 tháng 7 – Stade de France | 18 |                            |                            |  |  |                            |                            |
|  | Hoa Kỳ                       | 0                            |                              |    |                            |                            |  |  |                            |                            |
|  | Hoa Kỳ                       | 0                            | Nam Phi                      | 26 |                            |                            |  |  |                            |                            |
|  |                              |                              |                              |    |                            |                            |  |  |                            |                            |
|  | Úc                           | 19                           |                              |    |                            |                            |  |  |                            |                            |
|  | Úc                           | 19                           |                              |    |                            |                            |  |  |                            |                            |

## Giải đấu Nữ

### Vòng bảng

#### Bảng A
| VT | Đội             | ST | T | H | B | ĐT  | ĐB | HS  | Đ | Giành quyền tham dự |
| -- | --------------- | -- | - | - | - | --- | -- | --- | - | ------------------- |
| 1  | New Zealand (Q) | 3  | 3 | 0 | 0 | 114 | 19 | +95 | 9 | Tứ kết              |
| 2  | Canada (Q)      | 3  | 2 | 0 | 1 | 50  | 64 | −14 | 7 | Tứ kết              |
| 3  | Trung Quốc (Q)  | 3  | 1 | 0 | 2 | 62  | 81 | −19 | 5 | Tứ kết              |
| 4  | Fiji            | 3  | 0 | 0 | 3 | 33  | 95 | −62 | 3 |                     |

#### Bảng B
| VT | Đội          | ST | T | H | B | ĐT | ĐB | HS  | Đ | Giành quyền tham dự |
| -- | ------------ | -- | - | - | - | -- | -- | --- | - | ------------------- |
| 1  | Úc (Q)       | 3  | 3 | 0 | 0 | 89 | 24 | +65 | 9 | Tứ kết              |
| 2  | Anh Quốc (Q) | 3  | 2 | 0 | 1 | 52 | 65 | −13 | 7 | Tứ kết              |
| 3  | Ireland (Q)  | 3  | 1 | 0 | 2 | 64 | 40 | +24 | 5 | Tứ kết              |
| 4  | Nam Phi      | 3  | 0 | 0 | 3 | 22 | 98 | −76 | 3 |                     |

#### Bảng C
| VT | Đội         | ST | T | H | B | ĐT  | ĐB | HS  | Đ | Giành quyền tham dự |
| -- | ----------- | -- | - | - | - | --- | -- | --- | - | ------------------- |
| 1  | Pháp (H, Q) | 3  | 3 | 0 | 0 | 106 | 14 | +92 | 9 | Tứ kết              |
| 2  | Hoa Kỳ (Q)  | 3  | 2 | 0 | 1 | 74  | 43 | +31 | 7 | Tứ kết              |
| 3  | Nhật Bản    | 3  | 1 | 0 | 2 | 46  | 97 | −51 | 5 |                     |
| 4  | Brasil      | 3  | 0 | 0 | 3 | 17  | 89 | −72 | 3 |                     |

### Vòng đấu loại trực tiếp

#### Vòng tranh huy chương
|  | Tứ kết                       | Tứ kết                       |                              |    | Bán kết                    | Bán kết                    |  |  | Trận tranh huy chương vàng | Trận tranh huy chương vàng |
|  |                              |                              |                              |    |                            |                            |  |  |                            |                            |
|  | 29 tháng 7 – Stade de France |                              |                              |    |                            |                            |  |  |                            |                            |
|  |                              |                              |                              |    |                            |                            |  |  |                            |                            |
|  | New Zealand                  | 55                           |                              |    |                            |                            |  |  |                            |                            |
|  | New Zealand                  | 55                           | 30 tháng 7 – Stade de France |    |                            |                            |  |  |                            |                            |
|  | Trung Quốc                   | 5                            |                              |    |                            |                            |  |  |                            |                            |
|  | Trung Quốc                   | 5                            | New Zealand                  | 24 |                            |                            |  |  |                            |                            |
|  | 29 tháng 7 – Stade de France |                              | New Zealand                  | 24 |                            |                            |  |  |                            |                            |
|  |                              | Hoa Kỳ                       | 12                           |    |                            |                            |  |  |                            |                            |
|  | Anh Quốc                     | Hoa Kỳ                       | 12                           | 7  |                            |                            |  |  |                            |                            |
|  | Anh Quốc                     |                              | 30 tháng 7 – Stade de France | 7  |                            |                            |  |  |                            |                            |
|  | Hoa Kỳ                       | 17                           |                              |    |                            |                            |  |  |                            |                            |
|  | Hoa Kỳ                       | 17                           | New Zealand                  | 19 |                            |                            |  |  |                            |                            |
|  | 29 tháng 7 – Stade de France |                              | New Zealand                  | 19 |                            |                            |  |  |                            |                            |
|  |                              | Canada                       | 12                           |    |                            |                            |  |  |                            |                            |
|  | Pháp                         | Canada                       | 12                           | 14 |                            |                            |  |  |                            |                            |
|  | Pháp                         | 30 tháng 7 – Stade de France |                              | 14 |                            |                            |  |  |                            |                            |
|  | Canada                       | 19                           |                              |    |                            |                            |  |  |                            |                            |
|  | Canada                       | 19                           | Canada                       | 21 |                            |                            |  |  |                            |                            |
|  | 29 tháng 7 – Stade de France |                              | Canada                       | 21 |                            |                            |  |  |                            |                            |
|  |                              | Úc                           | 12                           |    | Trận tranh huy chương đồng | Trận tranh huy chương đồng |  |  |                            |                            |
|  | Úc                           | Úc                           | 12                           | 40 | Trận tranh huy chương đồng | Trận tranh huy chương đồng |  |  |                            |                            |
|  | Úc                           |                              | 30 tháng 7 – Stade de France | 40 |                            |                            |  |  |                            |                            |
|  | Ireland                      | 7                            |                              |    |                            |                            |  |  |                            |                            |
|  | Ireland                      | 7                            | Hoa Kỳ                       | 14 |                            |                            |  |  |                            |                            |
|  |                              |                              |                              |    |                            |                            |  |  |                            |                            |
|  | Úc                           | 12                           |                              |    |                            |                            |  |  |                            |                            |
|  | Úc                           | 12                           |                              |    |                            |                            |  |  |                            |                            |